# Drop Dead Diva
Drop Dead Diva ist eine US-amerikanische Fernsehserie, die von Josh Berman entwickelt wurde und erstmals am 12. Juli 2009 auf dem amerikanischen Fernsehsender Lifetime ausgestrahlt wurde.
Im deutschsprachigen Raum strahlen der Pay-TV-Sender FOX, seit dem 22. August 2011 auch der Free-TV-Sender sixx und seit 2. Januar 2015 auch der ORF die Serie aus.

## Inhalt
Das Fotomodell Deb Dobkins kommt bei einem Autounfall ums Leben und findet sich vor der Himmelspforte wieder. Ihr Himmelstorwächter überprüft ihr Leben an einem Computer. In einem unbeobachteten Moment drückt Deb die Returntaste, worauf sie wieder auf die Erde geschickt wird, allerdings nicht in ihren Körper, sondern in den Körper der ebenfalls verstorbenen, übergewichtigen Anwältin Jane Bingum.

## Besetzung
| Rolle            | Darsteller            | Hauptrolle | Nebenrolle                  | Synchronsprecher   |
| ---------------- | --------------------- | ---------- | --------------------------- | ------------------ |
| Jane Bingum      | Brooke Elliott        | 1.01–6.13  |                             | Stephanie Kellner  |
| Teri Lee         | Margaret Cho          | 1.01–6.13  |                             | Susanne von Medvey |
| Stacy Barnett    | April Bowlby          | 1.01–6.13  |                             | Shandra Schadt     |
| Kim Kasswell     | Kate Levering         | 1.01–6.13  |                             | Angela Wiederhut   |
| Grayson Kent     | Jackson Hurst         | 1.01–6.11  |                             | Alexander Brem     |
| Jay Parker       | Josh Stamberg         | 1.01–4.13  |                             | Martin Halm        |
| Fred             | Ben Feldman           | 2.01–3.13  | 1.01–1.11, 4.01, 4.13, 6.10 | Roman Wolko        |
| Owen French      | Lex Medlin            | 4.01–6.13  | 3.10–3.13                   | Gerd Meyer         |
| Luke Daniels     | Carter MacIntyre      | 4.01–4.13  | 5.01                        | Johannes Raspe     |
| Paul             | Justin Deeley         | 5.01–6.13  |                             | Benedikt Gutjan    |
| Deb Dobkins      | Brooke D’Orsay        |            | 1.01–3.07                   | Marieke Oeffinger  |
| Joe Cummings     | Kenny Alfonso         |            | 1.01–6.12                   |                    |
| Rita Mayson      | Vickie Eng            |            | 1.02–4.02                   | Marion Hartmann    |
| Warren Libby     | Gregory Alan Williams |            | 1.03–6.08                   | Thomas Rauscher    |
| Tony Nicastro    | David Denman          |            | 1.10–2.04                   | Christian Weygand  |
| Paul Saginaw     | Marcus Lyle Brown     |            | 2.05–6.08                   | Manou Lubowski     |
| Vanessa Hemmings | Jaime Ray Newman      |            | 2.06–3.04, 5.06             | Kathrin Gaube      |
| Brian Pullman    | Robert Hoffmann       |            | 3.10–3.12                   | Benedikt Gutjan    |
| Elisa Shayne     | Brandy Norwood        |            | 3.11–4.06                   | Tatjana Pokorny    |
| Ian Michael Holt | Jeffrey Pierce        |            | 6.10–6.13                   | Philipp Moog       |

## Produktion und Ausstrahlung
In den USA wurde zunächst eine 13-teilige erste Staffel bestellt und vom 12. Juli 2009 bis zum 11. Oktober 2009 ausgestrahlt. Lifetime bestellte nach guten Quoten eine zweite 13-teilige Staffel. Die Ausstrahlung begann am 6. Juni und endete am 29. August 2010. In Deutschland wurde die erste Staffel vom 4. Januar 2010 bis zum 29. März 2010 auf dem Pay-TV-Sender FOX Channel ausgestrahlt. Für das Free-TV hat sich die ProSiebenSat.1 Media die Rechte erworben und strahlte die Serie ab dem 22. August 2011 auf sixx aus.
Am 23. September 2010 verlängerte Lifetime die Serie um eine wiederum dreizehn Folgen umfassende dritte Staffel, die ab dem 19. Juni 2011 gezeigt wurde.
Am 22. September 2011 wurde Drop Dead Diva von Lifetime erneut um eine dreizehn Folgen umfassende Staffel verlängert. Diese vierte Staffel wurde von Juni bis September 2012 in den USA gezeigt.
Am 16. Januar 2013 wurde bekannt, dass der US-Sender Lifetime die Serie nach der vierten Staffel eingestellt habe. Wie am 1. März 2013 durch Lifetime jedoch bekannt wurde, wurde in Zusammenarbeit mit Sony Pictures Television doch eine fünfte Staffel produziert. Mit Beginn der Ausstrahlung der fünften Staffel am 23. Juni 2013 wurde bekannt, dass Josh Stamberg nicht mehr zur Hauptbesetzung gehört. Im Oktober 2013 wurde die Serie um eine sechste und letzte Staffel verlängert, welche von 23. März  bis zum 22. Juni 2014 ausgestrahlt wurde.